# Maternidade Escola Januário Cicco

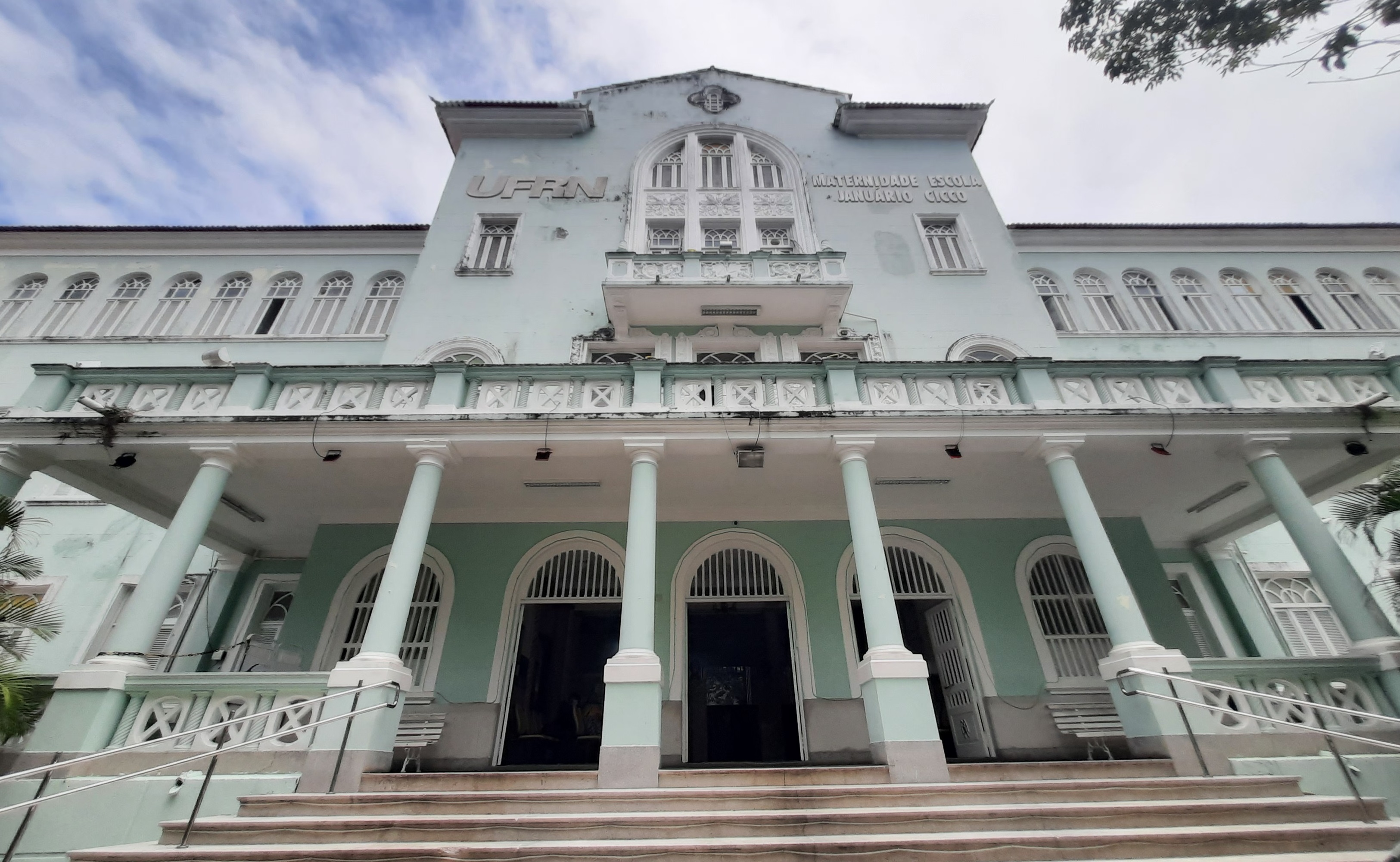
Maternidade Escola Januário Cicco, uma obra típica da arquitetura neoclássica

A Maternidade Escola Januário Cicco é uma maternidade pública da Universidade Federal do Rio Grande do Norte (UFRN), localizada em Natal, Rio Grande do Norte. É considerada a mais importante maternidade do Estado. Foi fundada por Januário Cicco em 19 de março de 1928 e inaugurada em 12 de fevereiro de 1950.
Inicialmente, seu nome era Maternidade de Natal, mas a partir de 1961 se chama Maternidade Escola Januário Cicco, em homenagem ao seu fundador. Está localizada na Avenida Nilo Peçanha, 259 - Bairro Petrópolis.